# Suisse aux Jeux olympiques de 1912
La Suisse participe aux Jeux olympiques d'été de 1912 à Stockholm, en Suède. Comme en 1908, elle est représentée par un seul sportif : l'athlète Julius Wagner. Il ne remporte pas de médaille.